# Psychostick (groupe)
Psychostick est un groupe de comedy rock américain originaire d'Arizona, et actif depuis l'année 2000. Leur style musical aborde l'humour et est catégorisé par la presse spécialisée sous le terme de « humorcore ». Le groupe comprend actuellement quatre membres, incluant Matty J « Moose » Rzemyk à la basse et aux chœurs, Rob « Rawrb » Kersey au chant, Josh « The J » Key à la guitare et au chant, et Alex « Shmalex/The Boy » Dontre (formateur du groupe) à la batterie.
En date, le groupe compte quatre albums à l'échelle nationale. Leur premier album, We Couldn't Think of a Title, est publié le 12 septembre 2006. Leur deuxième album, Sandwich, est publié le 5 mai 2009, et leur troisième album, intitulé Space Vampires VS Zombie Dinosaurs in 3D, est publié le 16 août 2011. Leur quatrième album, IV: Revenge of the Vengeance, est publié en novembre 2014. Ils se lancent en tournée nationale en 2006, avec des groupes comme Mushroomhead, Look What I Did, Powerglove, Bobaflex, Three Days Grace, Army of Anyone, Sick Puppies, Anew Revolution, The Exies, et Smile Empty Soul.

## Biographie

### Origines et débuts (2000–2003)
Les origines du groupe remontent aux alentours des années 1990 à Odessa, Texas, sous le nom d'Asinine, qui comprend initialement Josh Key au chant, Steve W. à la guitare, Marvin S. à la basse, et Bozzy C. aux percussions. En 2000, Key dissout Asinine et emménage à Phoenix, pour suivre son ami et futur chanteur Rob Kersey. Pour compléter la formation, ils recrutent le batteur Alex Preiss, qui les contacte grâce à une annonce sur le Phoenix New Times et à travers Alex, recrutent le bassiste Hunter Alexander puis jouent sous le nouveau nom de Psychostick. Le groupe publie deux démo-tapes, Don't Bitch, It's Free (septembre 2000) et Die... A Lot! (août 2001). Désintéressé par le genre metal comique, Alexander se sépare du groupe en septembre 2001, et est remplacé par Mike Kocian.

### We Couldn't Think of a Title(2003–2007)
Le 16 mai 2003, le groupe auto-publie son premier album, We Couldn't Think of a Title, qui sera, après avoir signé au label Rock Ridge Records, réédité le 12 septembre 2006. L'album atteint modérément le succès, se classant 41e des Billboard Top Heatseekers, 4e des Billboard Top Heatseekers (West North Central) et 48e des Billboard Top Independent Albums. L'album comprend la chanson BEER!!, qui deviendra l'une de leurs chansons les mieux connues. Psychostick gagne en notoriété au début de 2007, grâce à la chanson Beer diffusée dans l'émission Liquid Metal de la XM Radio pendant sept semaines,.
Le groupe, avec Vince « V » Johansen comme nouveau guitariste, commence à tourner à l'échelle nationale le 13 juin 2006, aux côtés de Bobaflex, Indorphine, pendant quelques semaines. Johansen quittera le groupe à la fin de 2006. Le 25 septembre 2007, le groupe publie son EP, The Flesh Eating Roller Skate Holiday Joyride. Il devait être à l'origine un split avec Indorphine. L'EP est un succès modéré, atteignant la 18e place des Billboard Top Holiday Albums. À cause du stress lié aux tournées, le bassiste Kocian se sépare du groupe à la fin de 2007.

### Sandwich(2008–2009)
Après le départ de Kocian, Indorphine se sépare après sa tournée Holiday Hate avec Psychostick en décembre. Ayant besoin d'un nouveau bassiste, le groupe contacte le chanteur d'Indorphine, Jimmy Grant, pour remplir la place vacante, ce qu'il accepte. Le groupe recrute le guitariste Jake McReynolds. Le groupe se lance dans première tournée en tant que quintette, intitulée Holy Crap We're Touring le 6 février 2008. À la fin de 2008, le groupe entre en studio pour l'enregistrement de son deuxième album, Sandwich. Il s'agit de leur premier album depuis 2003. La production de l'album est terminée en janvier 2009 et il est publié en mai 2009. Il atteint la 15e place des Billboard Top Heatseekers et la 41e place des Billboard Top Independent Albums. Le groupe tourne en soutien à l'album, avec 9mm Solution, Screaming Mechanical Brain, Severed Nerve, Saved By Ruin, et Diabase. En décembre 2009, après la tournée Holiday Hate Tour: Season 3, Jimmy Grant quitte le groupe sans donner de raisons ; il est suivi plus tard par Jake McReynolds en avril 2010.

### Space Vampires VS Zombie Dinosaurs in 3D(2010–2013)
Peu après la sortie de l'EP The Digital Appetizer (avec Joshy à la basse et à la guitare), le groupe recrute Matty J. « Moose » Rzemyk grâce à Billy Rymer, batteur de The Dillinger Escape Plan. Le groupe se lance ensuite dans la tournée Parental Advisory Tour, avec Green Jellÿ et Nashville Pussy. Ils annoncent durant un webcast le 4 novembre 2010, être en train de travailler sur un nouvel album prévu pour l'été 2011. Le titre de ce nouvel album, Space Vampires VS Zombie Dinosaurs in 3D, est annoncé lors d'un autre webcast le 10 mars 2011. Le 19 janvier 2012, BEER!! est publié sur le réseau Rock Band de la Xbox 360, et jouable dans le jeu Rock Band 3. Le 1er février 2013, le groupe publie la chanson This is Not a Song, It's a Sandwich!.

### Revenge of the Vengeance(depuis 2013)
En novembre 2013, le groupe lance un appel au don pour la construction d'un studio d'enregistrement, qui servira à produire leur prochain album, mais aussi des clips et courts-métrages. Le but est rapidement atteint. Le quatrième album du groupe, IV: Revenge of the Vengeance, est publié le 4 novembre 2014.

## Membres

### Membres actuels
- Rob « Rawrb » Kersey — chant solo (depuis 2000)
- Josh « The J » Key — guitares, chant (depuis 2000)
- Alex « Shmalex/The Boy » Dontre (anciennement Preiss) — batterie (depuis 2000)
- Matty J « Moose » Rzemyk  — basse, chant (depuis 2010)

### Anciens membres
- Hunter Alexander — basse (2000–2001)
- Mike « Mike Hawkizzard » Kocian — basse, chœurs (2001–2007)
- Vince « V » Johansen — guitare (2004–2006)
- Jake « Jakermeister » McReynolds — guitares, chœurs (2008–2009)
- Jimmy « Jimmychanga » Grant — basse, chant(2008–2009)

### Membres de tournée
- Jesse « Turff » McInturff —  guitare rythmique (Holiday Hate Tour 2007)
- Cassidy Nee — basse (Holiday Hate Tour 2007)
- Rev. John Wheeler IV — chant sur scène, BEER!! (Holiday Hate Tour 2007)
- Billy Rymer — batterie (septembre 2010)
- Elliot Mapes — batterie pendant trois concerts ('Merica! F*** Yeah! Tour 2014)
- Rob « Manny » Whisenhunt — guitare pendant deux concerts (REALLY Ugly Americans Tour 2015)

## Discographie
- 2003 : We Couldn't Think of a Title
- 2009 : Sandwich
- 2011 : Space Vampires VS Zombie Dinosaurs in 3D
- 2014 : IV: Revenge of the Vengeance
- 2018 : Do